# Armstrong Whitworth A.W. 23
L'Armstrong Whitworth A.W. 23 est un prototype d’avion de transport et de bombardement britannique de l'entre-deux-guerres. Si cet appareil ne fut pas commandé en série par la Royal Air Force, il servit de base au développement du bombardier Armstrong Whitworth Whitley.

## Origine et description
Si la spécification C.26/31 portait sur un avion capable de répondre à la fois aux missions de transport et de bombardement, les missions de transport étaient mises en avant. Opposé aux Handley Page HP.51 (en) et Bristol Bombay, ce monoplan bimoteur à aile basse cantilever dessiné par John Lloyd était construit en tubes d’acier supportant un revêtement entoilé et reposait sur un train classique dont les roues principales venaient se relever dans les fuseaux-moteurs. Premier avion Armstrong Whitworth à recevoir un train d'atterrissage escamotable et à faire appel aux alliages légers dans sa construction (le caisson de voilure), il disposait d’une cabine ou 24 hommes équipés pouvaient prendre place, mais aussi d’une soute à bombes ventrale située sous le plancher de cabine. On trouvait une tourelle défensive à l’avant et à l’arrière du fuselage, l’empennage étant bidérive.

## Un ravitailleur en vol
L’unique prototype [K3585] effectua son premier vol le 4 juin 1935. La mise au point de ses moteurs 14 cylindres en double étoile Tiger VI se révéla laborieuse, retardant la livraison à la RAF pour essais officiels et le Bristol Bombay fut déclaré vainqueur du programme. Le prototype fut alors mis à disposition de Flight Refuelling Ltd en 1937 et converti en ravitailleur en vol. Utilisé en particulier pour des essais de ravitaillement en vol de l'hydravion Short S.23 Empire [G-ADUV] de la compagnie Imperial Airways en 1938, l’A.W.23 fut porté au registre civil britannique [G-AFRX] en avril 1939. En février 1940, il fut utilisé pour réaliser les premiers essais de ravitaillement en vol de nuit. Il fut ensuite stocké à Ford Aérodrome, Sussex, où il fut détruit par un bombardement allemand le 18 août 1940.